# Silvio Piola
Pour les articles homonymes, voir Piola.
Silvio Piola, né le 29 septembre 1913 à Robbio Lomellina et mort le 4 octobre 1996 à Gattinara, est un footballeur international italien jouant au poste d'attaquant dans les années 1930 et jusqu'au début des années 1950, avant de devenir entraîneur.
Piola commence sa carrière à 17 ans au FC Pro Vercelli, avant de représenter durant neuf années la Lazio, avec qui il est sacré deux fois capocannoniere et termine vice-champion d'Italie. Sur la fin de la Seconde Guerre mondiale, il rejoint le Torino FC puis est de nouveau vice-champion à deux reprises avec la Juventus. Il termine sa carrière par sept saisons au Novara Calcio où il prend sa retraite à l'âge de 40 ans en 1954.
Jamais sacré champion d'Italie, il dispute 537 matchs de Serie A pour 274 buts, ce qui fait de lui le meilleur buteur du championnat italien.
Par ailleurs, Piola est le meilleur buteur de deux clubs : Pro Vercelli et Novara, qui nomment tous deux leur stade à son nom. Il est aussi meilleur buteur de la la Lazio Rome jusqu'en 2021. Avec Pro Vercelli, Piola est co-recordman du nombre de buts inscrits en un seul match de Serie A avec six buts en 1933, record égalé en 1961.
Silvio Piola dispute la Coupe du monde de 1938. Ses deux doublés en quart de finale et en finale font de Piola le principal artisan, avec Giuseppe Meazza, du deuxième sacre mondial de l'Italie. Il ne quitte la Squadra Azzurra qu'à 38 ans, après 34 sélections et 30 buts de 1935 à 1952.

## Biographie
Silvio Piola naît le 29 septembre 1913 à Robbio Lomellina dans la province de Pavie en Lombardie. Ses parents sont marchands de tissus dans le Piémont, à Vercelli, où la famille Piola déménage l’année suivante. Silvio Piola débute au plus haut niveau dans le club de la ville : Pro Vercelli.

### Meilleur buteur de Pro Vercelli
À seize ans, Silvio Piola commence sa carrière à Pro Vercelli et joue son premier match en championnat lors de la saison 1929-1930, le 16 février 1930 à Bologne (2-2). Un autre source annonce ses débuts le 26 janvier 1930 sur le terrain du Pro Patria.
Il devient titulaire en équipe première la saison suivante, inscrit son premier but en Serie A le 2 novembre 1930 contre la Lazio (3-0) et conserve son efficacité devant le but en marquant treize buts pour sa première saison à dix-sept ans,, en 32 matchs.
En octobre 1933, à vingt ans seulement, il devient le premier joueur à inscrire six buts en un seul match, contre la Fiorentina (7-2). Cette performance n'est ensuite égalée qu'une seule fois, en 1961 par Omar Sivori.
À l'été 1934, il quitte Vercelli après avoir marqué 51 buts en championnat avec les Casacche Bianche,, ce qui reste un record pour le club du Piémont en Serie A.

### International avec la Lazio
À l’autonome 1934, la Lazio s’attache les services de Piola, alors considéré comme l’un des plus grands espoirs du football transalpin. Le contrat de Piola est racheté par le club romain pour 250 000 lires, une somme conséquente pour l’époque.
Silvio Piola termine capocannoniere (meilleur buteur) en 1936-1937 avec 21 buts et mène la Lazio à la deuxième place de Serie A ainsi qu'en finale de la Coupe Mitropa, perdue contre Ferencvaros.
La Serie A est interrompue au terme de la saison 1942-1943 à cause de la Seconde Guerre mondiale, et Piola est contraint de quitter Rome malgré un second titre de meilleur buteur avec de nouveau 21 buts,.
Piola reste pendant neuf saisons à la Lazio, marquant au total 159 buts, soit plus de la moitié des réalisations de sa carrière. Il est alors meilleur buteur de l'histoire de la Lazio, statut conservé pendant plus de 78 ans avant d'être dépassé par Ciro Immobile en 2021 puis pour uniquement la Serie A. Silvio Piola et son efficacité sont adulés des tifosi et jouissent d’une énorme popularité.

### Trois ans à Turin
Avec l'avènement de la Seconde Guerre mondiale, Silvio Piola revient au Piémont à Turin, dans un premier temps avec le Torino, prenant part à la finale du championnat de guerre 1943-1944. Après l’armistice de septembre 1943, l'Italie est coupée en deux et plusieurs championnats de football sont organisés, parmi lesquels le championnat de Haute-Italie, entre toutes les équipes du Nord de l’Italie. Piola le dispute avec le Torino, et inscrit 27 buts en 23 matchs.
À la reprise des championnats réguliers en 1945, Piola s'installe à la Juventus et dispute son premier match le 14 octobre 1945 contre le Torino et une victoire 2-1 lors d'un derby della Mole. Lors de la première partie du championnat 1945-1946, l’attaquant inscrit dix buts, permet à son équipe de se classer troisième et d’accéder ainsi à la phase finale. Lors de la dernière journée de celle-ci la Juve se fait dépasser par le Torino, ex-club de Piola, qui termine de nouveau vice-champion. Lors de cet exercice, Piola inscrit seize buts au total, non-reconnus officiellement par la Fédération italienne de football,. Il joue une seconde saison, à la Juve, de nouveau terminée comme vice-champion, avant d'être vendu.

### Fin de carrière à Novare
En 1947, Piola est vendu au Novare Football Club en Serie B, et mène l'équipe en Serie A dès sa première saison.
En 1952, ses performances lui permettent d'être de nouveau convoqué en équipe nationale.
Lors d’un Novara-AC Milan en février 1954, à plus de 40 ans, Viola devient le plus vieux buteur de l’histoire de la Serie A (record battu 53 ans plus tard par Alessandro Costacurta).
En sept saisons avec Novara, Piola marque 70 buts.

### En sélection
En 1935, Vittorio Pozzo le convoque en équipe d'Italie pour le match de Coupe internationale contre l'Autriche à Vienne à la suite de la blessure de l'attaquant Angelo Schiavio. Le 24 mars 1935, Piola dispute sa première rencontre internationale et inscrit les deux seuls buts du match au Prater (0-2).
Retenu pour la Coupe du monde 1938 en France, dont l'Italie est tenante du titre, Silvio Piola inscrit le but de la qualification lors du premier match, en prolongation du huitième de finale face à la Norvège (2-1 ap). À Colombes, face à l’équipe de France et à presque 59 000 spectateurs au tour suivant, les deux équipes se neutralisent à la mi-temps (1-1) avant que Piola n'inscrive un doublé qui offre la qualification aux siens (1-3). En demi-finale, l'attaquant laziale obtient un penalty transformé par Giuseppe Meazza (2-1) pour les Italiens de nouveau qualifié en finale. Pour ce dernier acte, Silvio Piola inscrit un nouveau doublé et permet à l’Italie de s’offrir une deuxième couronne mondiale consécutive (4-2). À 25 ans. Silvio Piola inscrit cinq buts en quatre matchs.
En 1939, à San Siro contre l'Angleterre en match amical, il marque un but en seconde mi-temps donnant l'avantage aux Italiens en devançant le gardien de but anglais. Ce but provoque une controverse, car inscrit à l'aide de la main.
Sous le maillot de Novare, Piola est également convoqué en équipe nationale à deux reprises, la dernière le 18 mai 1952 à Florence, où il est appelé par son ancien coéquipier Giuseppe Meazza à jouer contre l'Angleterre, ce qui en fait alors le plus vieux porteur du maillot bleu (battu plus tard par Dino Zoff).
Avec l'équipe nationale, il honore 34 sélections et marque 30 buts, ce qui lui permet d'être le troisième buteur de la Nazionale derrière Luigi Riva et Meazza, avec toutefois le meilleur ratio de but par match (0,88 but par match, contre 0,83 à Riva et 0,62 à Meazza).

### Carrière d'entraîneur
Après avoir pris sa retraite sportive, Piola est le sélectionneur de l'équipe nationale italienne pendant sept matchs entre novembre 1953 et juin 1954, assisté par Lajos Czeizler et Angelo Schiavio.

### Fin de vie et hommage
Silvio Piola décède à Gattinara le 4 octobre 1996.
Le 7 mai 2015, en présence du président du Comité national olympique italien (CONI), Giovanni Malagò, a été inauguré le Walk of Fame du sport italien dans le parc olympique du Foro Italico de Rome, le long de Viale delle Olimpiadi. 100 tuiles rapportent chronologiquement les noms des athlètes les plus représentatifs de l'histoire du sport italien. Sur chaque tuile figure le nom du sportif, le sport dans lequel il s'est distingué et le symbole du CONI. L'une de ces tuiles lui est dédiée .

## Style de jeu
Silvio Piola est remarqué pour sa carrure athlétique (1,80 m pour 78 kg), sa sûreté balle au pied, sa puissance et son adresse devant le but. Joueur complet dont la précocité a interpellé, Piola interpelle par son agilité technique dans les dribbles, sa vision du jeu pour les appels de balle, sa capacité à s’imposer dans les airs et sa qualité de frappe. Piola est aussi combatif, parfois à la limite de la sportivité.

## Statistiques
Attaquant le plus prolifique de l’histoire du championnat italien, Silvio Piola se voit attribuer 274 (record officiel),, 290 (avec les seize buts non-officiels de 1945-46), 306 ou encore 364 buts dans le calcio selon les sources, pour 333 au total durant sa carrière.
En 21 saisons de Serie A, il dispute 537 matchs, un record lors de sa retraite en 1954. En 2024, il est dépassé par dix joueurs.
| Saison                | Club                  | Championnat           | Championnat | Championnat | Coupe(s) nationale(s) | Coupe(s) nationale(s) | Coupe Mitropa | Coupe Mitropa | Italie | Italie | Total | Total |
| Saison                | Club                  | Division              | M.          | B.          | M.                    | B.                    | M.            | B.            | M.     | B.     | M.    | B.    |
| 1929-1930             | Pro Vercelli          | Serie A               | 3           | -           | -                     | -                     | -             | -             | -      | -      | 3     | 0     |
| 1930-1931             | Pro Vercelli          | Serie A               | 32          | 13          | -                     | -                     | -             | -             | -      | -      | 32    | 13    |
| 1931-1932             | Pro Vercelli          | Serie A               | 32          | 12          | -                     | -                     | -             | -             | -      | -      | 32    | 12    |
| 1932-1933             | Pro Vercelli          | Serie A               | 32          | 11          | -                     | -                     | -             | -             | -      | -      | 32    | 11    |
| 1933-1934             | Pro Vercelli          | Serie A               | 28          | 15          | -                     | -                     | -             | -             | -      | -      | 28    | 15    |
| Sous-total            | Sous-total            | Sous-total            | 127         | 51          | 0                     | 0                     | 0             | 0             | 0      | 0      | 127   | 51    |
| 1934-1935             | SS Lazio              | Serie A               | 29          | 21          | -                     | -                     | -             | -             | 1      | 2      | 30    | 23    |
| 1935-1936             | SS Lazio              | Serie A               | 27          | 19          | 2                     | 2                     | -             | -             | 3      | -      | 32    | 21    |
| 1936-1937             | SS Lazio              | Serie A               | 28          | 21          | 1                     | -                     | 6             | 10            | 6      | 5      | 41    | 36    |
| 1937-1938             | SS Lazio              | Serie A               | 28          | 15          | -                     | -                     | -             | -             | 8      | 11     | 36    | 26    |
| 1938-1939             | SS Lazio              | Serie A               | 21          | 9           | 1                     | -                     | -             | -             | 7      | 8      | 29    | 17    |
| 1939-1940             | SS Lazio              | Serie A               | 23          | 9           | 2                     | 1                     | -             | -             | 3      | 1      | 28    | 11    |
| 1940-1941             | SS Lazio              | Serie A               | 25          | 10          | -                     | -                     | -             | -             | 1      | -      | 26    | 10    |
| 1941-1942             | SS Lazio              | Serie A               | 24          | 18          | 2                     | 3                     | -             | -             | 1      | 1      | 27    | 22    |
| 1942-1943             | SS Lazio              | Serie A               | 22          | 21          | 2                     | -                     | -             | -             | -      | -      | 24    | 21    |
| Sous-total            | Sous-total            | Sous-total            | 227         | 143         | 10                    | 6                     | 6             | 10            | 30     | 28     | 273   | 187   |
| 1944                  | Torino FC             | guerre                | 23          | 27          | -                     | -                     | -             | -             | -      | -      | 23    | 27    |
| 1945                  | Novara FC             | guerre                | -           | -           | -                     | -                     | -             | -             | -      | -      | 0     | 0     |
| 1945-1946             | Juventus FC           | Serie A               | 29          | 16          | -                     | -                     | -             | -             | 1      | 1      | 30    | 17    |
| 1946-1947             | Juventus FC           | Serie A               | 28          | 10          | -                     | -                     | -             | -             | 1      | 1      | 29    | 11    |
| Sous-total            | Sous-total            | Sous-total            | 57          | 26          | 0                     | 0                     | 0             | 0             | 2      | 2      | 59    | 28    |
| 1947-1948             | Novara FC             | Serie B               | 30          | 16          | -                     | -                     | -             | -             | 1      | -      | 31    | 16    |
| 1948-1949             | Novara FC             | Serie A               | 36          | 15          | -                     | -                     | -             | -             | -      | -      | 36    | 15    |
| 1949-1950             | Novara FC             | Serie A               | 17          | 4           | -                     | -                     | -             | -             | -      | -      | 17    | 4     |
| 1950-1951             | Novara FC             | Serie A               | 37          | 19          | -                     | -                     | -             | -             | -      | -      | 37    | 19    |
| 1951-1952             | Novara FC             | Serie A               | 31          | 18          | -                     | -                     | -             | -             | 1      | -      | 32    | 18    |
| 1952-1953             | Novara FC             | Serie A               | 25          | 9           | -                     | -                     | -             | -             | -      | -      | 25    | 9     |
| 1953-1954             | Novara FC             | Serie A               | 9           | 5           | -                     | -                     | -             | -             | -      | -      | 9     | 5     |
| Sous-total            | Sous-total            | Sous-total            | 185         | 86          | 0                     | 0                     | 0             | 0             | 2      | 0      | 187   | 86    |
| Total sur la carrière | Total sur la carrière | Total sur la carrière | 619         | 333         | 10                    | 6                     | 6             | 10            | 34     | 30     | 669   | 379   |

## Palmarès

### Records et distinctions individuelles
Piola est l'attaquant italien le plus prolifique de tous les temps avec 364 buts, devançant Meazza (338), Roberto Baggio (318) et Filippo Inzaghi (316), et le meilleur buteur de l'histoire du championnat d'Italie avec 274 buts inscrits en 21 saisons.
Il détient le record du plus grand nombre de buts marqués dans un match de Serie A avec six lors de Pro Vercelli-Fiorentina (7-2) du 29 octobre 1933, record seulement égalé par Omar Sívori en 1961. Il est aussi l'un des plus vieux buteurs de la ligue italienne à plus de quarante ans. Il joue en première division italienne jusqu'à l'âge de 41 ans et est le plus vieux buteur de Serie A à l'âge de 40 ans, six mois et neuf jours lors de Novara-AC Milan du 7 février 1954. Ce record tient 53 ans et n'est battu que par Alessandro Costacurta le 19 mai 2007 lors de Milan-Udinese (2-3) sur penalty à l'âge de 41 ans et 25 jours.
Silvio Piola termine capocannoniere (meilleur buteur) en 1936-1937 avec 21 buts et récidive avec le même total en 1942-43,,.
Fin 1999, Silvio Piola apparaît sur trois listes des meilleurs joueurs de l'histoire. L'attaquant italient fait partie des cent meilleurs de l'histoire choisis par les lecteurs du magazine de football World Soccer fin 1999. Le mensuel sportif italien Guerin Sportivo publie son top50 des meilleurs joueurs du XXe siècle, dont Piola sort en 18e position sous le titre Il bomber senza scudetto (Le bombardier sans championnat). Il arrive enfin à la 85e place du top100 publié du magazine sportif brésilien Placar.

### Club
En dépit de sa longue carrière, Piola ne remporte jamais le championnat, terminant vice-champion à trois reprises en 1937 avec la Lazio, puis 1946 et 1947 à la Juventus.
Silvio Piola mène la Lazio en finale de la Coupe Mitropa 1937, perdue contre Ferencvaros.
En 1947, Piola est vendu au Novare Football Club en Serie B 1947-78, et mène l'équipe en Serie A dès sa première saison.

### Équipe nationale
Silvio Piola dispute la Coupe du monde de 1938. Ses deux doublés en quart de finale et en finale font de Piola le principal artisan, avec Giuseppe Meazza, du deuxième sacre mondial de l'Italie.
Pour ses débuts internationaux, il remporte la Coupe internationale 1933-1935.